# جيف شو (لاعب كرة قاعدة)
جيف شو (بالإنجليزية: Jeff Shaw)‏ هو لاعب كرة قاعدة أمريكي، ولد في 7 يوليو 1966 في واشنطن كورت هاوس في الولايات المتحدة.

## وصلات خارجية
- جيف شو على موقع دوري كرة القاعدة الرئيسي (الإنجليزية)
- جيف شو على موقعبيزبول رفرنس.كوم (الدوري الرئيسي) (الإنجليزية)
- جيف شو على موقعبيزبول رفرنس.كوم (الدوري الثانوي) (الإنجليزية)
- جيف شو على موقع إي إس بي إن.كوم (أم.أل.بي) (الإنجليزية)
- جيف شو على موقع مشجعي الرسوم البيانية (الإنجليزية)